# Кантоне (Л'Аквила)
Кантоне (итал. Cantone) је насеље у Италији у округу Л'Аквила, региону Абруцо.
Према процени из 2011. у насељу је живело 172 становника. Насеље се налази на надморској висини од 467 м.